# Синорогенічні рухи
Синорогенічні рухи (рос. синорогенические движения, англ. synorogenic movements; нім. synorogenetische Bewegungen f pl) — рухи епейрогенічного типу, які відбуваються одночасно з орогенічними, але проявляються поза областю розвитку орогенезу.
Синорогенічні рухи, як правило, значно інтенсивніші типово епейрогенічних рухів. Вони займають положення між епейрогенічними та орогенічними рухами. Син. — синорогенні рухи.